# Balikpapan
Balikpapan  város Indonéziában, Borneó keleti tengerpartján. Lakossága mintegy 640 ezer fő volt 2011-ben.
Az 1897-ben alapított Balikpapan a 20. század elején egy elszigetelt halásztelepülés volt. Gazdaságában ma a legjelentősebb a kőolaj-kitermelés és feldolgozás, a faipar, a bányászat. Nemzetközi forgalmú repülőtérrel rendelkezik. 
A városban a megélhetési költségek a legmagasabbak közé tartoznak az országban.

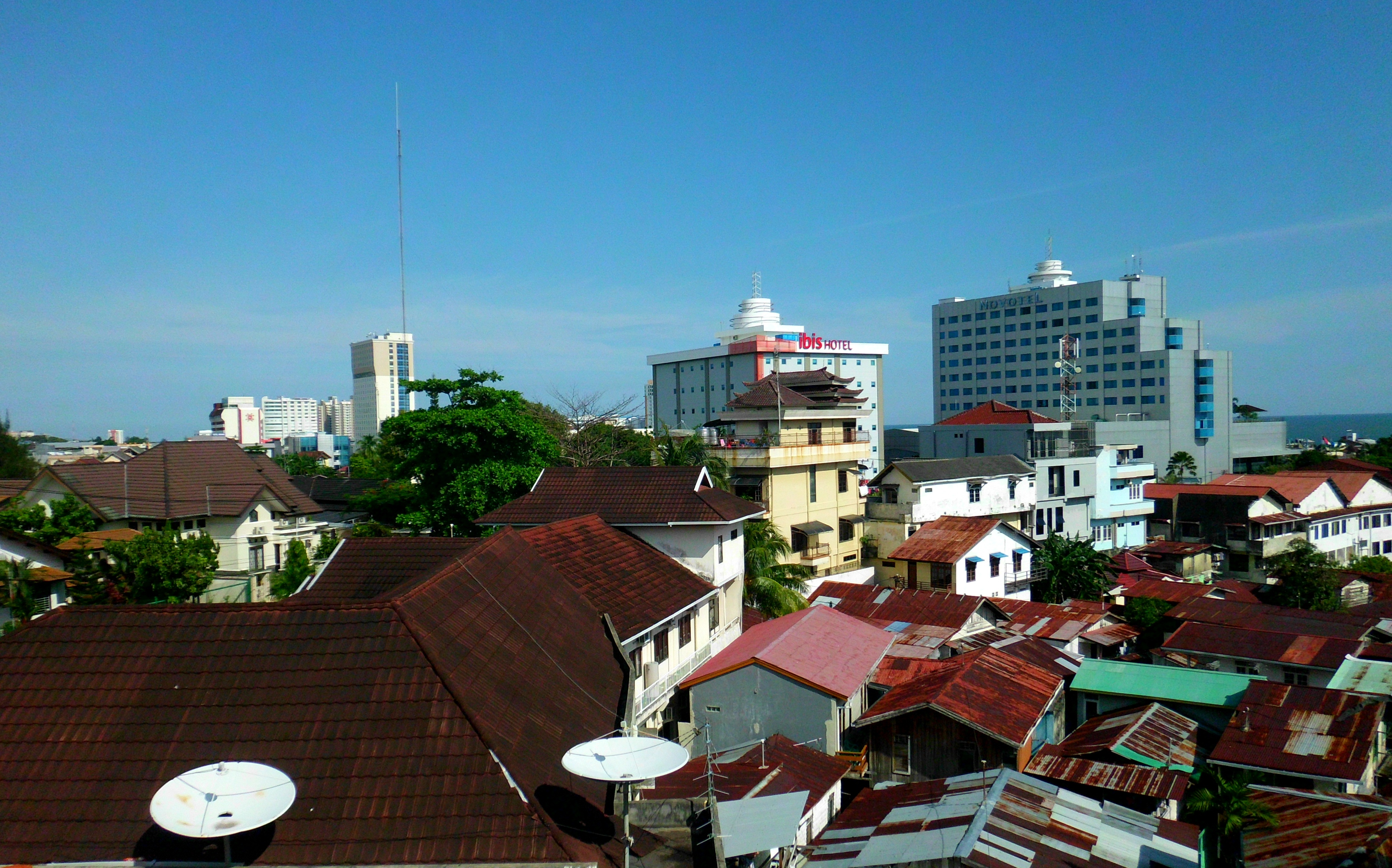
Városkép

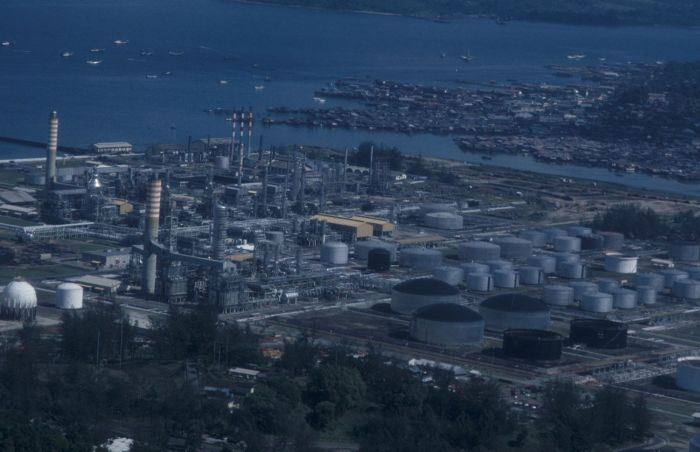
Kőolaj-finomító a város mellett

## Fordítás
Ez a szócikk részben vagy egészben  a   Balikpapan című angol Wikipédia-szócikk fordításán alapul.  Az eredeti cikk szerkesztőit annak laptörténete sorolja fel. Ez a jelzés csupán a megfogalmazás eredetét és a szerzői jogokat jelzi, nem szolgál a cikkben szereplő információk forrásmegjelöléseként.
Ez a szócikk részben vagy egészben  a   Balikpapan című német Wikipédia-szócikk fordításán alapul.  Az eredeti cikk szerkesztőit annak laptörténete sorolja fel. Ez a jelzés csupán a megfogalmazás eredetét és a szerzői jogokat jelzi, nem szolgál a cikkben szereplő információk forrásmegjelöléseként.